# آهار

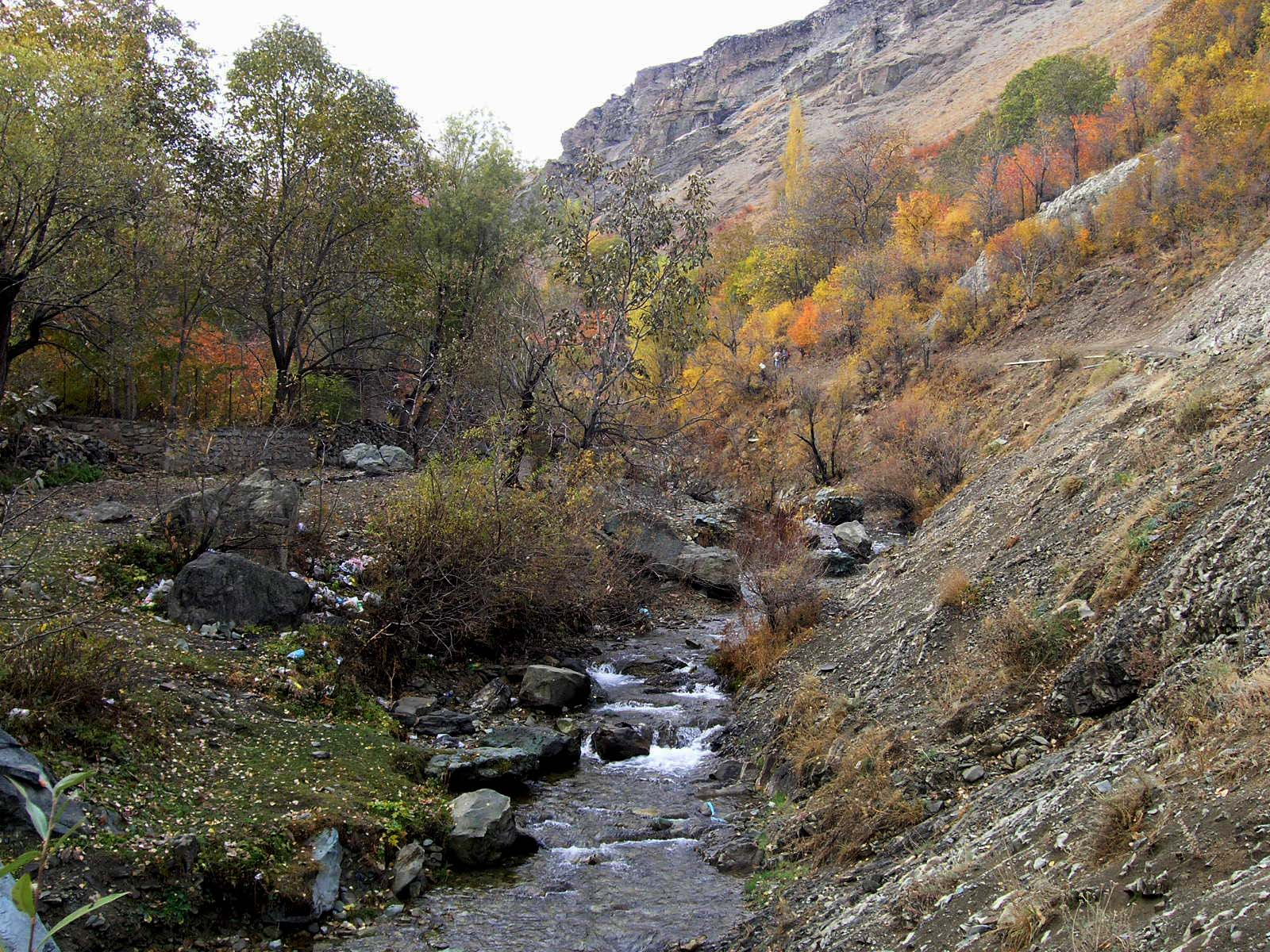
روستای آهار

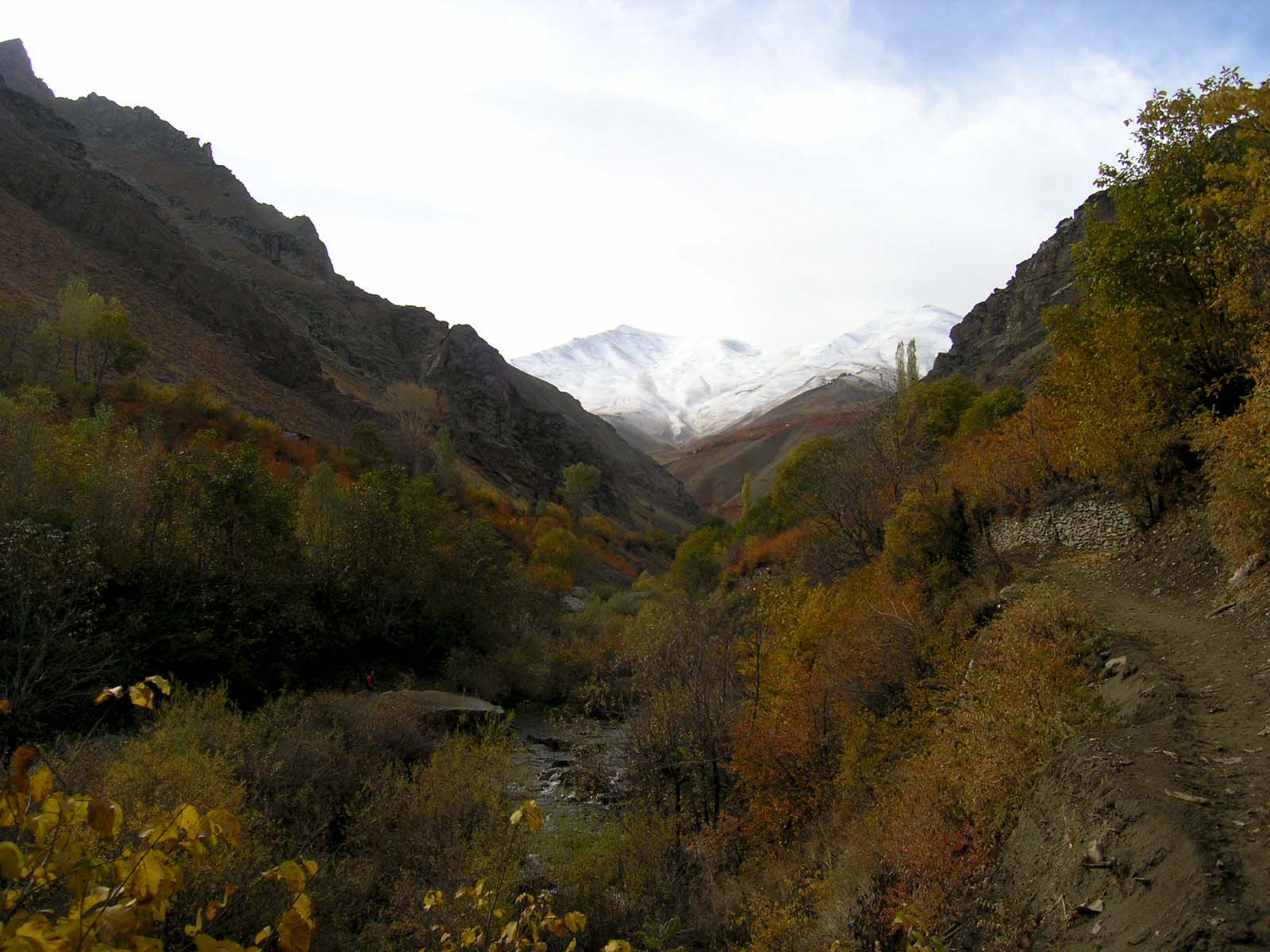
روستای آهار

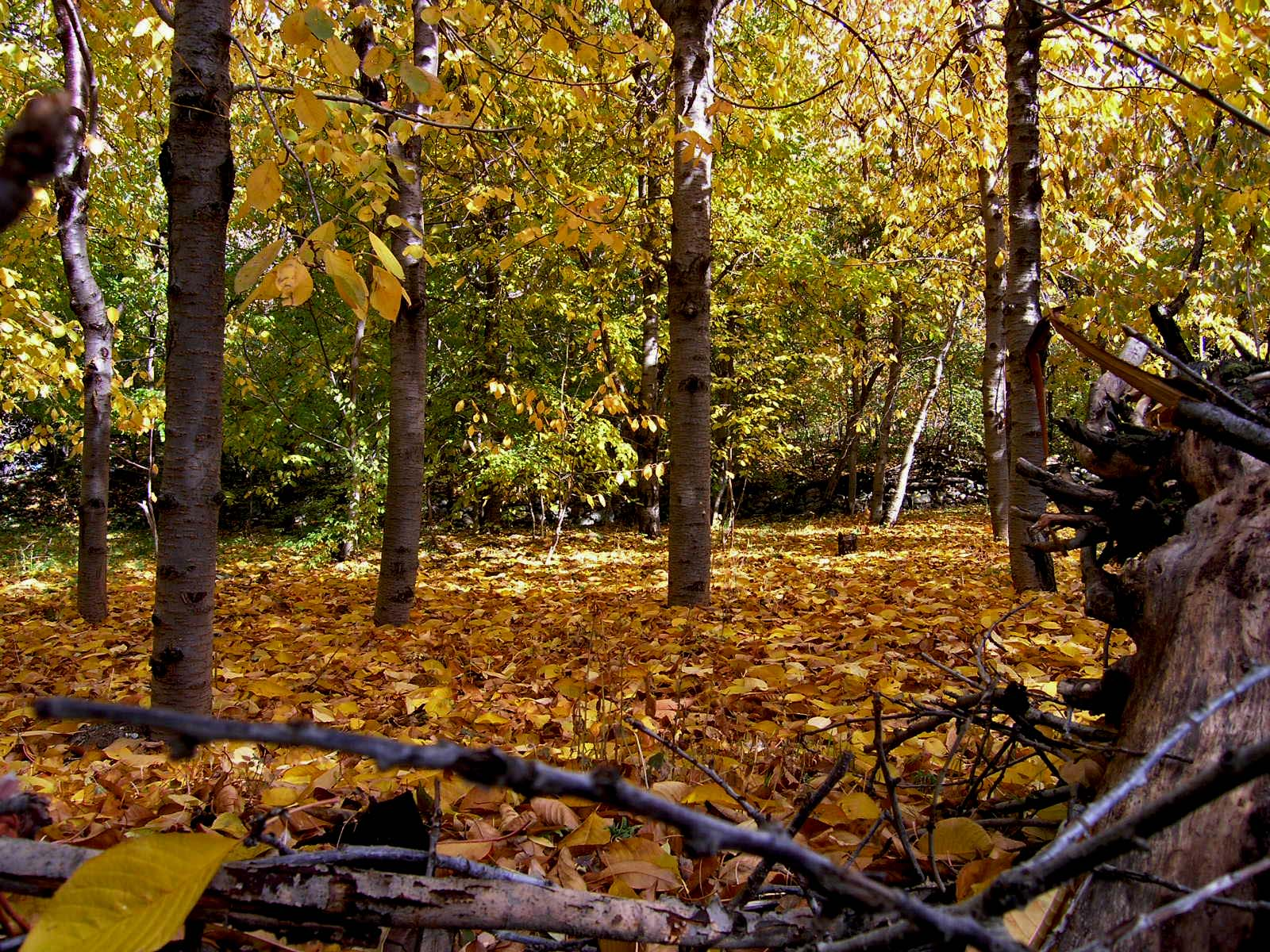
روستای آهار

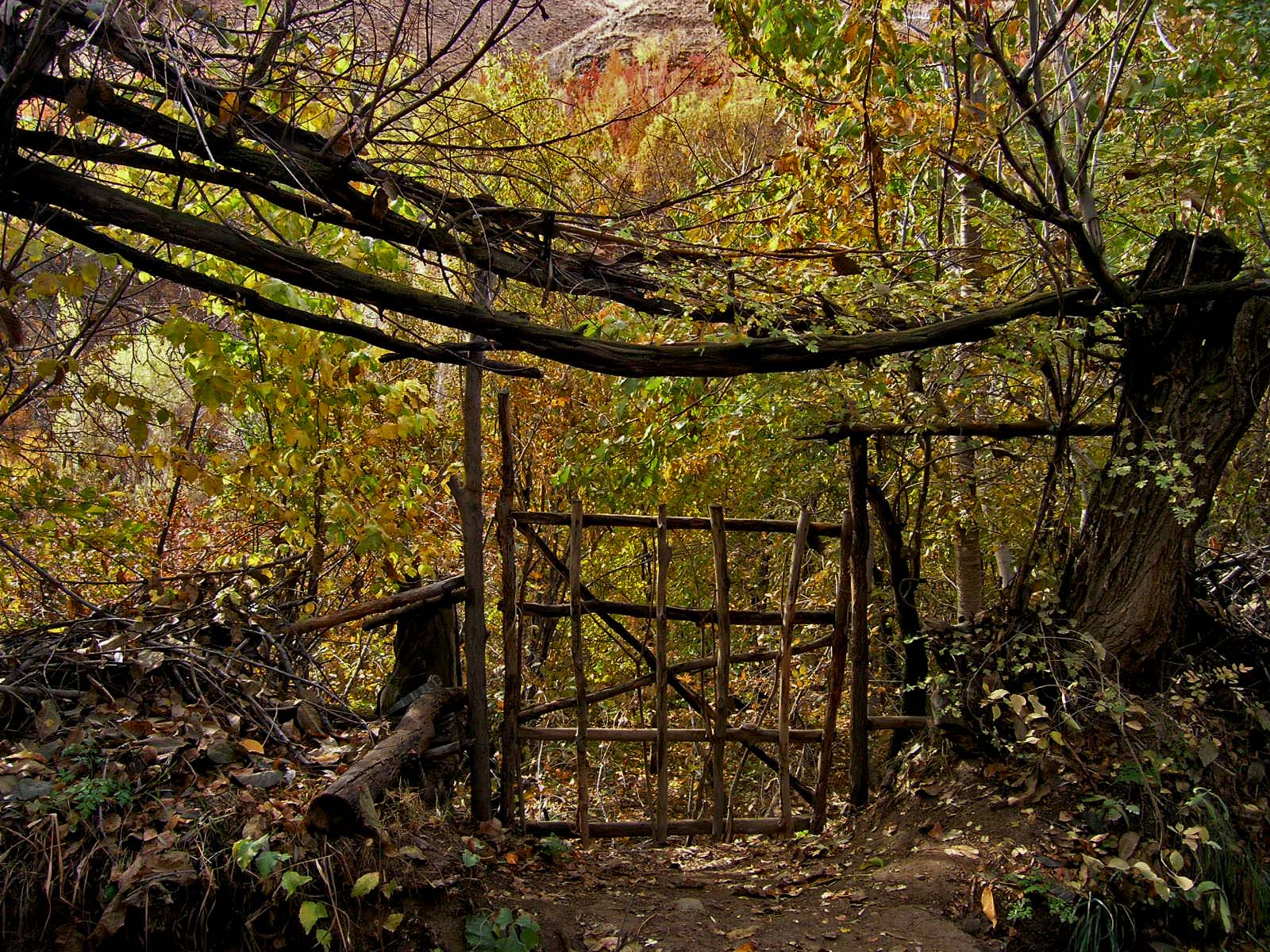
روستای آهار

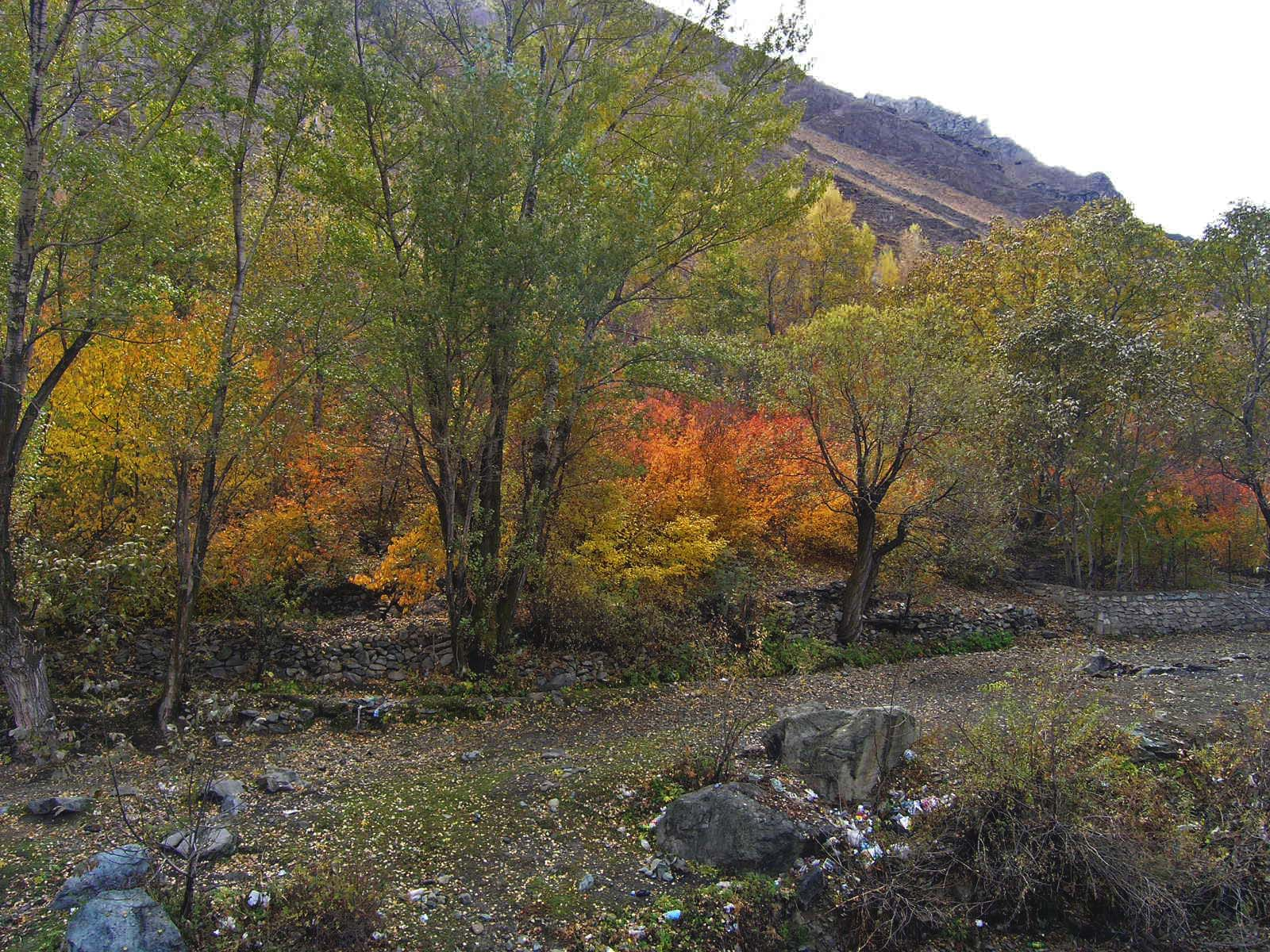
روستای آهار

آهار از روستاهای دهستان رودبار قصران بخش رودبار قصران شهرستان شمیران استان تهران می‌باشد که در ۲۳ کیلومتری شمال غرب گلندوک واقع است. این روستا در محل تلاقی دو تنگه ای که یکی به سمت شمال غرب به ده تنگه و گردنه زرگاه و دیگری به سمت جنوب غرب که به منطقه و مزارع و آبشار شکرآب سرچشمه رودخانه آهار (بنجوئک) و قله توچال و مرز شهرستانک منتهی می‌شود، قرار دارد.
روستای آهار از روستاهای آباد و پر رونق منطقه بوده و به علت داشتن مزارع و باغات وسیع، بیشتر ساکنین این روستا به کار باغداری مشغول می‌باشند. در این روستا بیشتر میوه‌های گیلاس و آلبالو و گلابی و سیب پرورش داده می‌شود. طبیعت این منطقه در دو فصل بهار (اردیبهشت ماه) و پاییز (آبان ماه) بسیار زیبا و دیدنی می‌باشد.
نشانه‌های باستانی در روستای آهار و پیرامون آن، گواه دیرینگی تاریخی این روستا است. آتشکده نزدیک آهار (قلعه دختر)، در روزگار ساسانیان و چند سده پس از آن نیز روشن بوده است همچنین از قلعه دختر دریاچه نمک قم و گردنه قوچک کاملاً دیده می‌شود.

## آب و هوا
طبیعت روستای آهار بسیار چشم‌نواز است و رودخانه‌های خروشان در اطراف این روستا سبب خنکی هوای این منطقه در فصل‌های گرم سال می‌شوند. این رودخانه‌ها سراسر دامنه‌ها و دره‌های اطراف روستای آهار را سیراب می‌کنند و باعث سرسبزی این نواحی می‌شوند.

## نامگذاری
نام اصلی و باستانی روستا «اوهار» بوده است که این نام هنوز هم با ترکیب «گل‌اوهر» به محلی که مدخل روستا و در انتهای جاده فشم و ایگل می‌باشد گفته می‌شود. «او» به معنای آب و «هر» به معنای آسیاب می‌باشد. اوهر به معنای آبادی می‌باشد که آب فراوان برای احداث آسیاب دارد.
نامی که خود آهاری‌ها به روستایشان می‌دهند «اوهار» است. گاه نیز «گل اوهر» نامیده می‌شود. اوهر به معنی آبِ روان است. هرچند آنهایی که باریک‌بینانه‌تر به این نام نگریسته‌اند، آهار را بازمانده واژه «آهور» دانسته‌اند. «هور» به معنی خورشید است. پس آهار یعنی: «سرزمین خورشید». این معنی درست‌تر به گمان می‌رسد.

## جمعیت
جمعیت این روستا بر اساس سرشماری سال ۱۳۸۵ حدود ۷۰۲ نفر در ۲۳۲ خانوار بوده است. مردم آهار به گویش تجریشی که گونه‌ای از گویش‌های فارسی-مازندرانی است صحبت می‌کنند.